# Langå-stenen 3
Langå-stenen 3 er en runesten, fundet i Langå i 1861. I oktober 1861 skulle en del sten bruges til brobygning ved Langå. Ved denne lejlighed fandtes en stor, velegnet sten i kæret syd for byen. Skønt stenhuggeren så runerne, kløvede han dog stenen af frygt for, at den ellers skulle blevet taget fra ham. Den store, flade afskalning på stenens højre halvdel skyldes måske også stenhuggeren, der har villet være sikker på at beholde stenen. Nu har den plads på Langå kirkegård tæt ved våbenhuset. Fra Langå kendes i alt seks runesten, hvoraf kun to er bevaret som fragmenter i dag. Langå-stenen 1 og Langå-stenen 2 er fundet tæt ved hinanden ved Gudenåen, mens Langå-stenen 4, Langå-stenen 5 og Langå-stenen 6 blev fundet under nedrivningen af Langå kirke i 1868. Langå 4 står nu i haven til Kulturhistorisk Museum i Randers.

## Indskrift
| Translitteration | ...-R ... stin ... : -...- (b)(r)(u)(þ)(u)(r) : (s)in : hrþa : kuþan : : þigin |
| Transskription   | ... stēn ... ... brōður sinn, harða gōðan þegæn/þegn.                          |
| Oversættelse     | ... [rejste denne] sten efter sin (broder) ..., en meget god thegn.            |

Indskriften er ordnet i bustrofedon. Der er brugt en stungen k-rune i ordet þigin 'thegn'.